# Corrieri della sera
Corrieri della sera è un programma radiofonico condotto da Francesco Facchinetti e Pippo Pelo a partire dal 26 settembre 2011, in onda su Radio Kiss Kiss.
La trasmissione propone varie rubriche. Tra queste si possono citare la rubrica Sandwich, dove i conduttori ospitano alcuni personaggi famosi (tra questi Noemi, Milly Carlucci, Max Pezzali, Gianna Nannini ed altri), Pit Stop e Le Good News.
Dal 2012, la sigla del programma è cantata da Annalisa.
Il programma ha raggiunto un buon successo, infatti nelle prime puntate aveva raggiunto già 21.000 messaggi ricevuti, più di 2.000 telefonate e quota 11.000 fans sulla pagina del social network Facebook. Inoltre il programma si è qualificato per il Gran Torneo dei Programmi Radiofonici di Radio Music Smile arrivando in finale terminata al quarto posto.